# Gonodontis diplodonta
Gonodontis diplodonta là một loài bướm đêm trong họ Geometridae.